# Can thiệp của Pháp ở México
Sự can thiệp lần thứ hai của Pháp ở México (tiếng Tây Ban Nha: Segunda intervención francesa en México), còn được gọi là vụ Maximilian, Cuộc phiêu lưu của Mêhicô, Chiến tranh Can thiệp Pháp, Chiến tranh Pháp-Mexico hoặc Chiến tranh Pháp-Mexico lần thứ hai, là một cuộc xâm lăng Mexico vào cuối năm 1861 bởi Đế quốc Pháp lần thứ hai, được hỗ trợ bởi Anh và Tây Ban Nha. Nó được đưa ra sau khi Tổng thống Benito Juárez đình chỉ các khoản thanh toán lãi suất cho các nước ngoài vào ngày 17 tháng 7 năm 1861, làm cho cả ba chủ nợ lớn của Mexico bị làm phẫn nộ.
Hoàng đế Napoleon III của Pháp là người khởi xướng, biện minh cho sự can thiệp của quân đội bằng cách tuyên bố một chính sách ngoại giao rộng lớn về cam kết tự do thương mại. Đối với ông, một chính phủ thân thiện ở Mexico sẽ đảm bảo việc Châu Âu tiếp cận các thị trường Mỹ Latinh. Napoleon cũng muốn có được bạc mà có thể được khai thác tại Mexico để tài trợ đế chế của ông. Napoléon đã xây dựng một liên minh với Tây Ban Nha và Anh Quốc trong khi Mỹ tham gia sâu vào cuộc nội chiến.
Ba cường quốc Châu Âu đã ký Thoả ước London vào ngày 31 tháng 10 năm 1861, để thống nhất nỗ lực của họ để nhận khoản thanh toán từ Mexico. Vào ngày 8 tháng 12, đội tàu và quân đội Tây Ban Nha đã tới cảng chính Veracruz của Mexico. Khi người Anh và Tây Ban Nha phát hiện ra rằng Pháp có kế hoạch chiếm hết tất cả Mexico, họ nhanh chóng rút khỏi liên minh.
Ở Mêhicô, đế quốc La Mã áp đặt được sự hỗ trợ của hàng giáo sĩ Công giáo La Mã, nhiều yếu tố bảo thủ của tầng lớp thượng lưu, và một số cộng đồng bản xứ; Các điều khoản của tổng thống Benito Juárez (1858-1971) bị gián đoạn bởi chế độ quân chủ Habsburg ở Mexico (1864-67). Những người bảo thủ, và nhiều người trong tầng lớp quý tộc Mexico, đã cố gắng khôi phục chế độ quân chủ (xem Đế quốc Mêhicô đầu tiên) khi họ giúp đưa một người Ảrập từ Hoàng gia Áo, Maximilian Ferdinand, hoặc Maximilian I. Pháp có nhiều Trong cuộc chiến tranh Pháp-Áo năm 1859, làm mất cân bằng quyền lực Tin Lành Hoa Kỳ ngày càng tăng bằng cách phát triển một đế chế lân cận Công giáo mạnh mẽ và khai thác các mỏ giàu ở phía tây bắc Của đất nước.

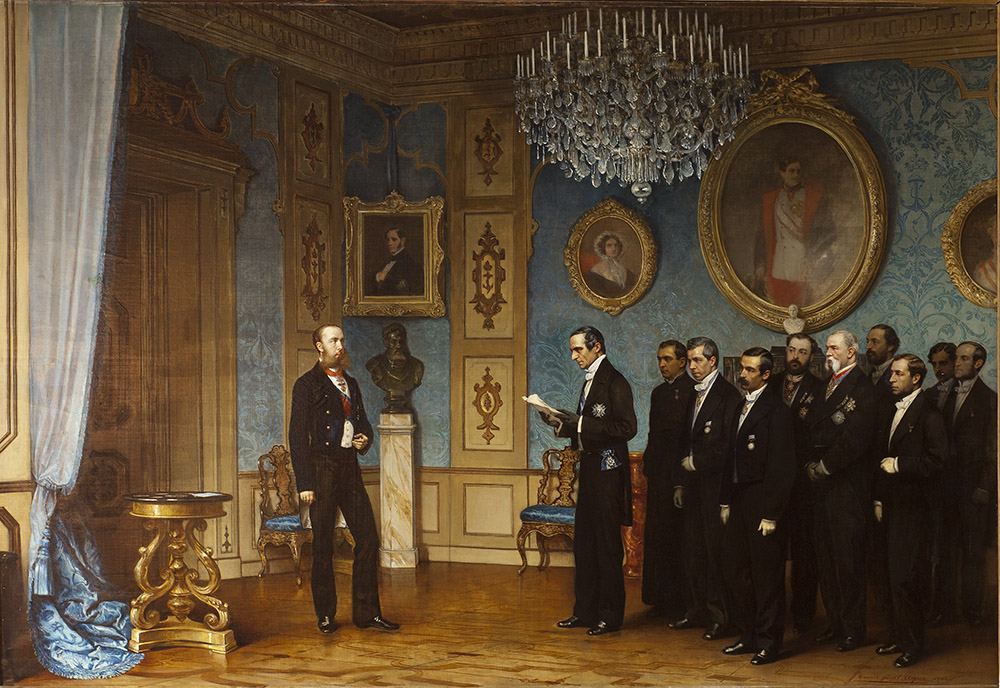
Đoàn đại biểu México (phe bảo hoàng) bầu Ferdinand Maximilian của Áo lên làm Hoàng đế México năm 1864. Tranh của Cesare Dell'Acqua vẽ năm 1867. Hiện tranh đang nằm trong Lâu đài Miramare, Trieste, Ý.

Sau khi cuộc kháng chiến du kích nặng nề của Juárez dẫn đến việc không bao giờ ngừng tồn tại ngay cả sau khi thủ đô rơi vào năm 1863, người Pháp cuối cùng đã rút khỏi Mexico và Maximilian I bị hành quyết vào năm 1867.